# Топсфилд (Масачусетс)
Топсфилд (енгл. Topsfield) насељено је место без административног статуса у америчкој савезној држави Масачусетс.

## Демографија
По попису из 2010. године број становника је 2.717, што је 109 (-3,9%) становника мање него 2000. године.
| Група             | 2000.         | 2010.         |
| Белци             | 2.757 (97,6%) | 2.616 (96,3%) |
| Афроамериканци    | 3 (0,1%)      | 11 (0,4%)     |
| Азијати           | 16 (0,6%)     | 23 (0,8%)     |
| Хиспаноамериканци | 24 (0,8%)     | 37 (1,4%)     |
| Укупно            | 2.826         | 2.717         |